# Wojtachy
Wojtachy [vɔjˈtaxɨ] est un village polonais de la gmina de Korycin dans le powiat de Sokółka et dans la voïvodie de Podlachie. Il se situe à environ 20 kilomètres au sud-est de Korycin, à 27 kilomètres à l'ouest de Sokółka et à 27 kilomètres au nord de Białystok. 